# Hemi-Motor

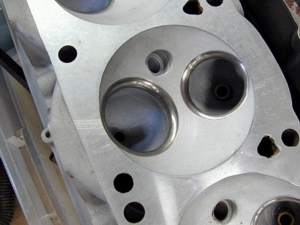
Hemisphärischer Brennraum (Ventile ausgebaut)

Die umgangssprachliche Abkürzung Hemi (für englisch hemispherically-shaped combustion chambers) bezeichnet einen Motor mit halbkugelförmigen (hemisphärischen) Brennräumen (Hemi-Motor); altgriechisch ἡμισφαίριον hemisphairion, deutsch ‚Halbkugel‘.

## Beschreibung
Die Brennräume in den Zylinderköpfen sind halbkugelförmig gearbeitet, sodass sie ein günstiges Verhältnis von Volumen zu Oberfläche haben und große Ventildurchmesser möglich sind. Mit einem ebenen Kolbenboden ergibt sich durch das große Volumen des so geformten Brennraums bei modernen kurzhubigen Motoren ein unerwünscht niedriges Verdichtungsverhältnis, weshalb der Kolbenboden bei Hemi-Motoren meist hochgewölbt ausgeführt ist. Um dabei die Kollision mit den ganz oder teilweise geöffneten Ventilen zu vermeiden, sind in den Kolbenboden meist Ventiltaschen eingefräst.
Durch die Kombination einer halbkugelförmigen Brennkammer mit einem hochgewölbten Kolbenboden bei sehr hohen Verdichtungsverhältnissen entsteht ein Brennraum mit sichelförmigem Querschnitt, was die Ausbreitung der Flammenfront von der zentralen Zündkerze aus erschwert. Deshalb wurden beispielsweise bei den Hemi-Rennmotoren von Alfa Romeo zwei Zündkerzen eingesetzt, die das Gemisch schneller entzünden konnten. Auch moderne Chrysler-Hemi-Motoren haben zwei Zündkerzen, um Verbrauch und Stickoxid-Emissionen zu reduzieren.
Um eine bessere Verwirbelung des angesaugten Gemisches zu erreichen, bedeckt die Brennraumhalbkugel meist nicht den gesamten Durchmesser der Bohrung des Motors, sondern ist etwas kleiner, sodass sich ein ebener Rand ergibt. Mit einem passend geformten Kolbenboden kann das Gemisch aus diesem Rand herausgequetscht werden und rotiert dann mit hoher Geschwindigkeit im Brennraum. Dadurch kann sich die Flammenfront zum Zündzeitpunkt schnell ausbreiten und das Gemisch verbrennt beinahe vollständig. Die Anwendung dieser Brennraumform ist nicht auf Zweiventilmotoren begrenzt. Bei Vierventilmotoren erfordert sie eine radiale Anordnung der Ventile, wie bereits weit vor dem Zweiten Weltkrieg in Motorradmotoren der englischen Marke Rudge realisiert.
Die Ein- und Auslassventile von Zweiventilmotoren sind meist parallel zueinander im Zylinderkopf angeordnet. Das bietet fertigungstechnische Vorteile, weil fast alle Bearbeitungsschritte (Ventilführung und Bolzenlöcher für Kipphebelachse oder Nockenwellenlager bohren, Ventilsitz fräsen, Gewinde schneiden) in einem Arbeitsgang ohne Umspannen des Werkstückes gefertigt werden können. Ein halbkugeliger Brennraum lässt sich so aber nicht verwirklichen.
Brennräume können auch dach- oder keilförmig sein. Bei manchen Motoren ist die Unterseite des Zylinderkopfs eine plane Fläche. Die letztgenannte Konstruktion wird Heron-Zylinderkopf genannt, der Brennraum ist dann eine Vertiefung im Kolbenboden.

## Vor- und Nachteile

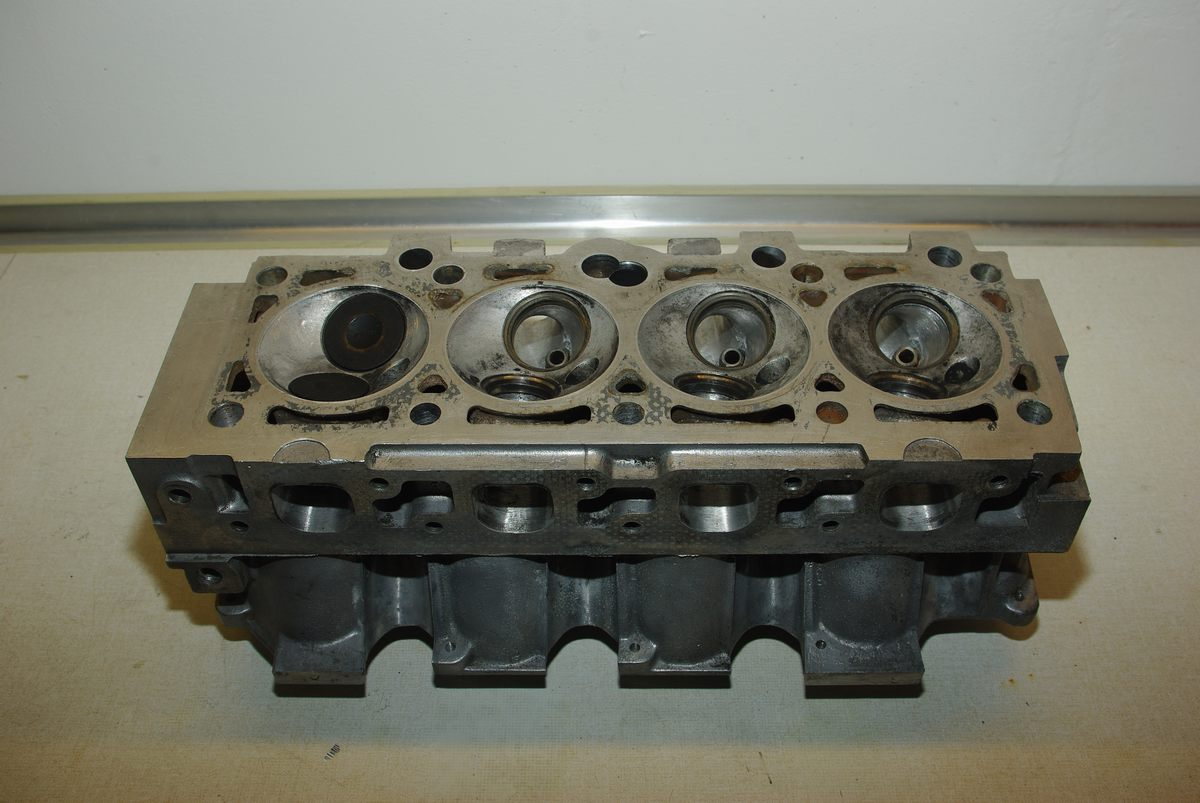
Ford CVH, compound valve hemi

Der halbkugelförmige Brennraum bietet verschiedene Vorteile. So wird der Gaswechsel erleichtert, weil sich die Ventile an der Kugelfläche radial schräg gegenüberstehen. Die Bewegung des Luft-Benzin-Gemisches in den Brennraum und die Abführung der Abgase findet auf einer flüssigeren Bahn statt, was auch zu einer besseren Füllung des Zylinders führt. Ein weiterer Vorteil der halbkugelförmigen Brennraumgestaltung ist der in alle Richtungen gleich lange Weg der Flammfront von der zentral angeordneten Zündkerze zum Rand des Brennraums und damit zumindest in der Theorie eine gleichmäßige Verbrennung. In der Praxis lässt sich dieser Vorteil dagegen kaum realisieren, da eine zentral angeordnete Zündkerze die mögliche Größe der Ventile zu stark beschränken würde, weshalb zugunsten größerer Ventildurchmesser die Zündkerze meist seitlich in den Brennraum eingeschraubt wird. Alternativ werden zwei seitliche Zündkerzen verwendet, wie in neuen Chrysler-Hemi-Motoren. Bei Hemi-Motoren mit nur einer Zündkerze sind die Stickoxid-Werte besonders schlecht, was mit der Einführung von Abgasnormen für viele Hemi-Motoren das Aus bedeutete.
Wichtig für die Leistungsentfaltung ist außerdem, wie vollständig der Kraftstoff im Zylinder verbrannt wird. An der Brennraumwand herrschen niedrigere Temperaturen und dort befindliches Gemisch wird nur unvollständig verbrannt. Die Halbkugel bietet in dieser Hinsicht ein besseres Verhältnis von Raum und Oberfläche. Mit Quetschkante konstruierte Halbkugelbrennräume ermöglichen eine gute und intensive Verwirbelung des angesaugten Kraftstoff-Luft-Gemisches, was die schnelle und damit leistungssteigernde Verbrennung fördert. Außerdem kann im Hemi-Kopf die Zündkerze theoretisch zwischen den Ventilen angebracht werden – eine Eigenschaft, die sonst nur Mehrventilmotoren (Drei-, Vier- und Fünfventiler) aufweisen. In der Praxis wird dieses Konstruktionsmerkmal meist nicht realisiert, da das den möglichen Ventildurchmesser zu stark einschränken würde.
Das Hemi-Prinzip ermöglicht einen hohen Wirkungsgrad und hohe Motorleistung bereits bei niedrigerer Verdichtung. Bei gleicher oder sogar niedrigerer Verdichtung kann ein Hemi-Motor mehr als ein Zweiventilmotor mit normalen Brennräumen leisten.
Die Position der Ventile bedingt jedoch eine etwas aufwendigere Konstruktion des Ventiltriebs. Das ist einer der Gründe für den bereits zu Anfangszeiten vergleichsweise hohen Preis des Hemi. Ein- und Auslassventile liegen nicht parallel und müssen von Kipphebeln oder zwei Nockenwellen angesteuert werden. Deshalb haben Hemi-Motoren oft einen ähnlich breiten Zylinderkopf und -deckel wie Mehrventilmotoren.
Bereits in den 1920er-Jahren wurde die Halbkugelform der Brennräume mit Mehrventil-Konstruktionen kombiniert. Der englische Motorradhersteller Rudge hatte Motoren mit halbradialer (Einlassventile parallel, Auslassventile radial) und vollradialer (alle Ventile radial) Ventilanordnung im Programm. Bekannt wurden auch die späteren Konstruktionen von Ludwig Apfelbeck für BMW. Im Vergleich mit konventionellen Mehrventilmotoren konnten diese aber keine entscheidenden Vorteile erzielen. Diese bieten mit ihrer dachförmigen Brennraummulde und der zentralen Zündkerze genau die Vorteile, die der Hemi-Kopf einst allein für sich beanspruchen konnte.

## Chrysler – „Hemi“ als Marke

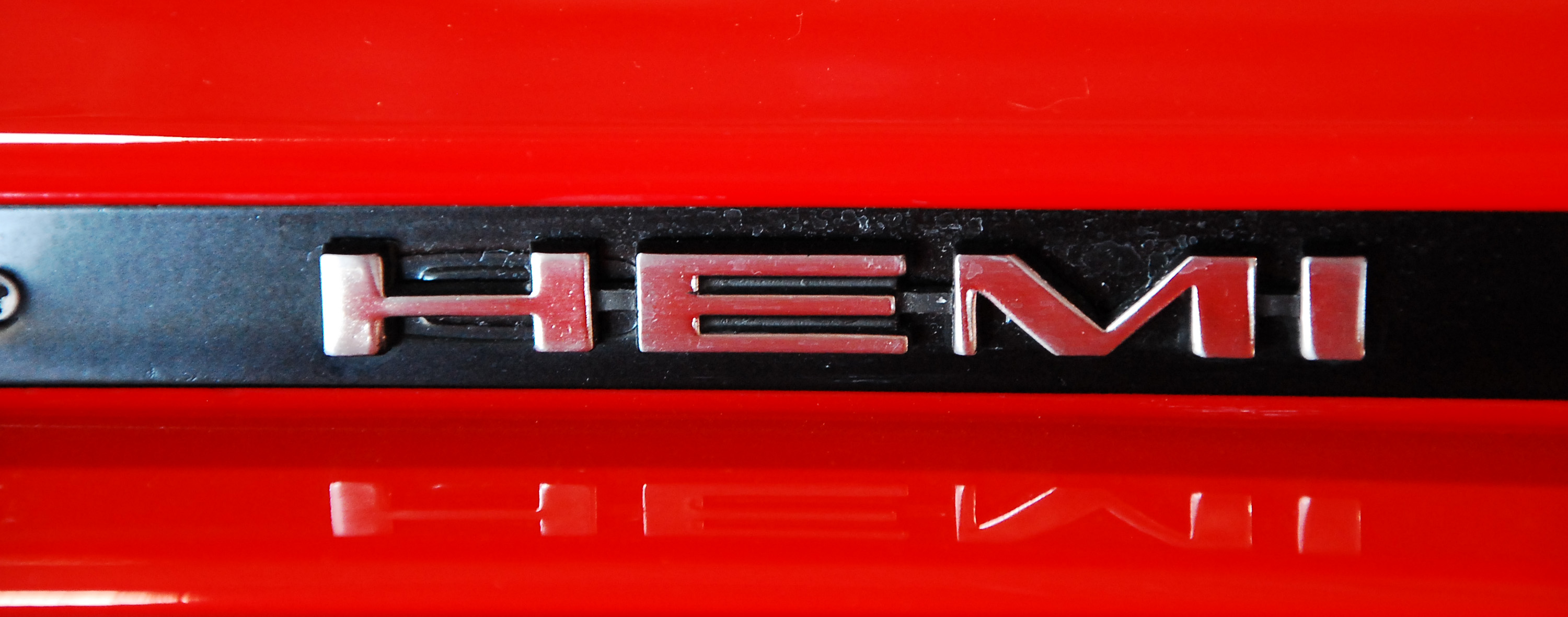
Hemi-Logo

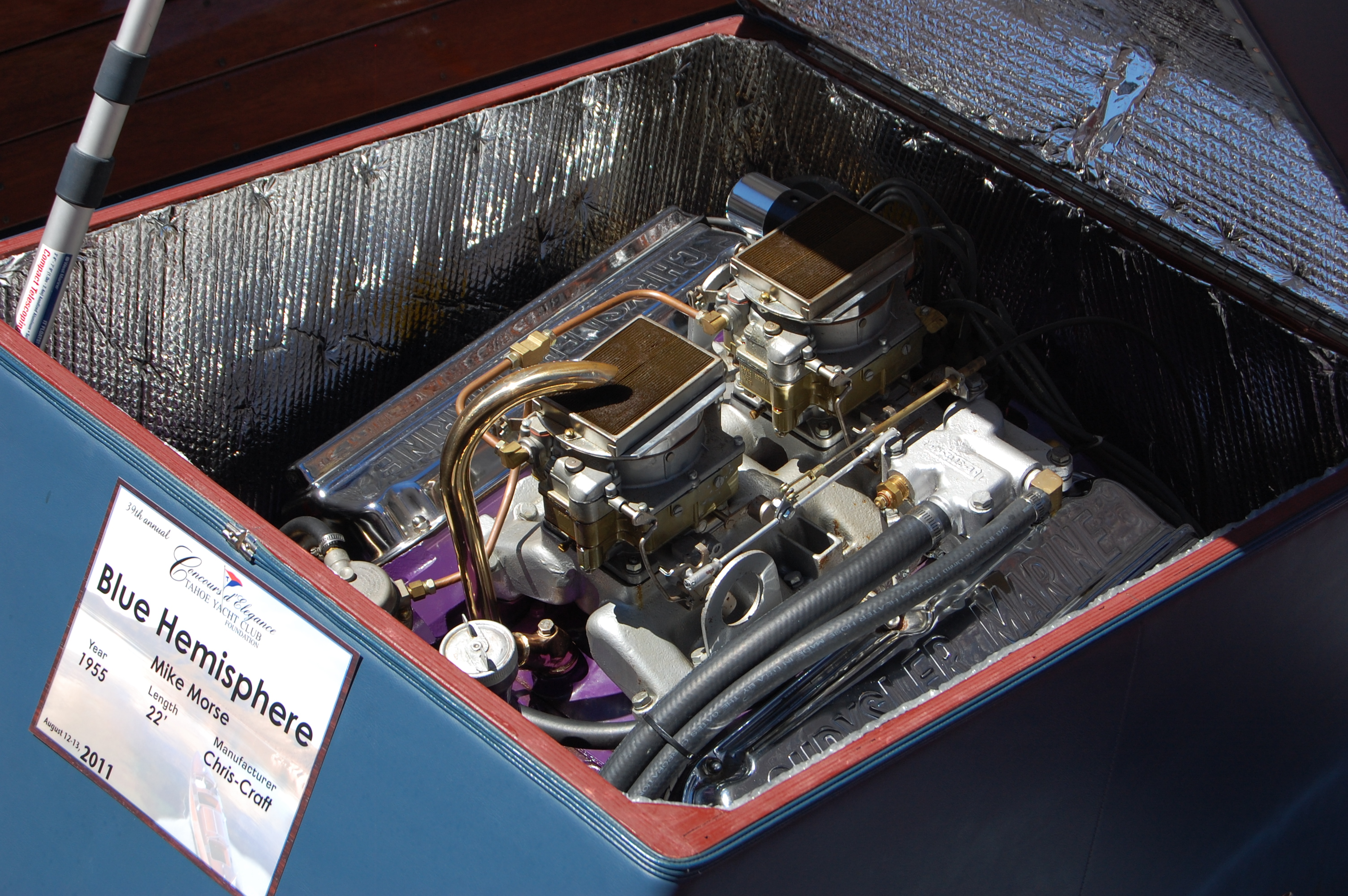
Chryslers Marine-Hemi-Motor war in den 1950ern und 1960ern populär für Holzboote

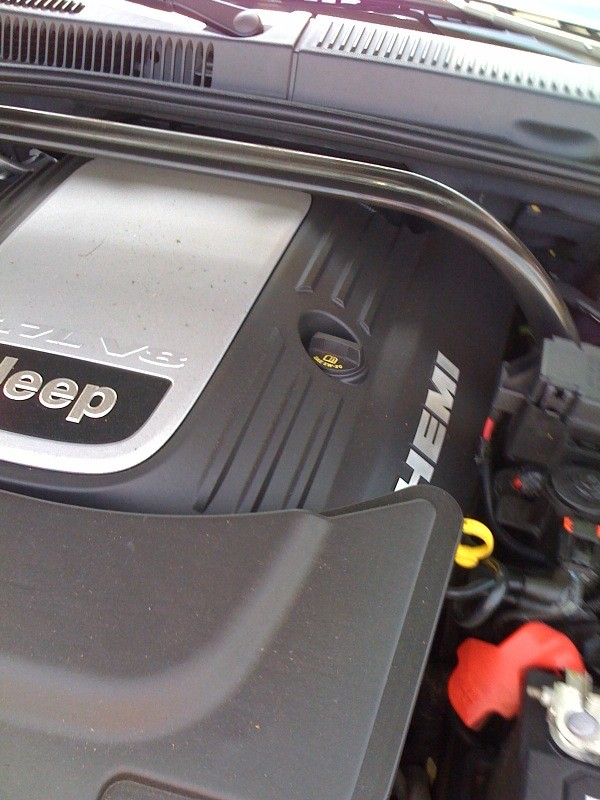
Bild eines Hemi-5,7-L-Motors des 2005er Jeep Grand Cherokee Limited

Etabliert wurde der Begriff „Hemi“ von der Chrysler Corporation und ist bis heute eine Marke von Chrysler. Die von 1965 bis 1971 angebotenen 426-Kubikzoll-Hemi-V8-Motoren (6981 cm³) waren im Rennsport sehr erfolgreich und gelangten so in der Zeit der Muscle-Cars zu großer Beliebtheit.
Nach wie vor sind der 426er- und andere Hemi-Motoren als Neuteile von Mopar für Rennfahrzeuge oder Restaurierungsobjekte zu erwerben. Hemi-Motoren dominieren noch immer das Feld im Bereich des Dragracing; dort werden allerdings, besonders in den höheren Klassen, nicht nur originale Gussblöcke, sondern auch diverse Nachbauten, beispielsweise aus Aluminium, verwendet.
In den frühern 2000er-Jahren vermarktete Chrysler das Prinzip als „New Hemi“. Im Moment hat Chrysler vier Hemi-Motoren im Angebot: Einen 5,7-l-Motor (345 cui), einen 6,1-l-Motor (369 cui), einen 6,4-l-Motor (392 cui) und einen 6,2-l-Motor mit Kompressor-Aufladung (376cui). Bis 2023 war er in den USA und in Kanada im Chrysler 300 erhältlich, 2024 bei Dodge noch im SUV Durango.

## Andere Hersteller
- Alfa Romeo
- Aston Martin
- BMW
- Citroën
- Deutz (Baureihen FL912, sowie Vorgänger und Nachfolger)
- Dodge
- Duesenberg
- Ford
- Jaguar
- Lancia
- Lotus
- Mitsubishi
- Moskwitsch
- NSU
- Porsche
- Ram
- Steyr-Puch

## Literarische Quellen
- Gert Hack, Fritz Indra: Mehrventilmotoren. Motorbuchverlag, Stuttgart 2003. ISBN 978-3-613-02260-7. [Ältere Ausgabe: Mehrventil-Motoren, Motorbuch-Verlag, Stuttgart 1991. ISBN 3-613-01375-4.]